# Szumiąca (województwo zachodniopomorskie)
Szumiąca – wieś w Polsce położona w województwie zachodniopomorskim, w powiecie kamieńskim, w gminie Kamień Pomorski, przy drodze wojewódzkiej nr 106 (Rzewnowo - Stargard Szczeciński - Pyrzyce).
W latach 1975–1998 miejscowość położona była w województwie szczecińskim.